# مديرية القطن

تعديل مصدري - تعديل

مديرية القطن إحدى مديريات محافظة حضرموت في شرق اليمن. بلغ عدد سكانها 64248 نسمة عام 2004.
من قرى القطن وحصونها العنين، الحصي، الخرابة، حصن آل الزوع ودار آل رشيد ودار آل النقيب وساحة الحضارمة وديار القعطة.
وهي تعتبر مثوى لقبائل نهد ويافع حضرموت.
كما أنها تمتد من العقاد شرقًا إلى منطقة العجلانية جنوبًا، وعلى مناطق أخرى هي عقران، وحذيه، وديار آل عبد الله علي، ودفيقة

موقع مديرية القطن في محافظة حضرموت

والفرط وضبعان وبروج والباطنة ومنخر